# Ecclesiae Unitatem
Ecclesiae Unitatem (łac. Jedność Kościoła) – motu proprio papieża Benedykta XVI ogłoszony 8 lipca 2009 roku (podpisany 2 lipca 2009). Dokument informuje o włączeniu Komisji Papieskiej Ecclesia Dei w struktury Kongregacji Nauki Wiary. 
Komisja Ecclesia Dei została powołana do dialogu ze wspólnotami tradycjonalistycznymi (Bractwem Kapłańskim św. Piusa X). 
W dokumencie tym papież wyraża swoją troskę o jedność Kościoła i zaprasza biskupów Bractwa Św. Piusa X, do dialogu i pełnej wspólnoty z Kościołem.